# آرته‌بازان

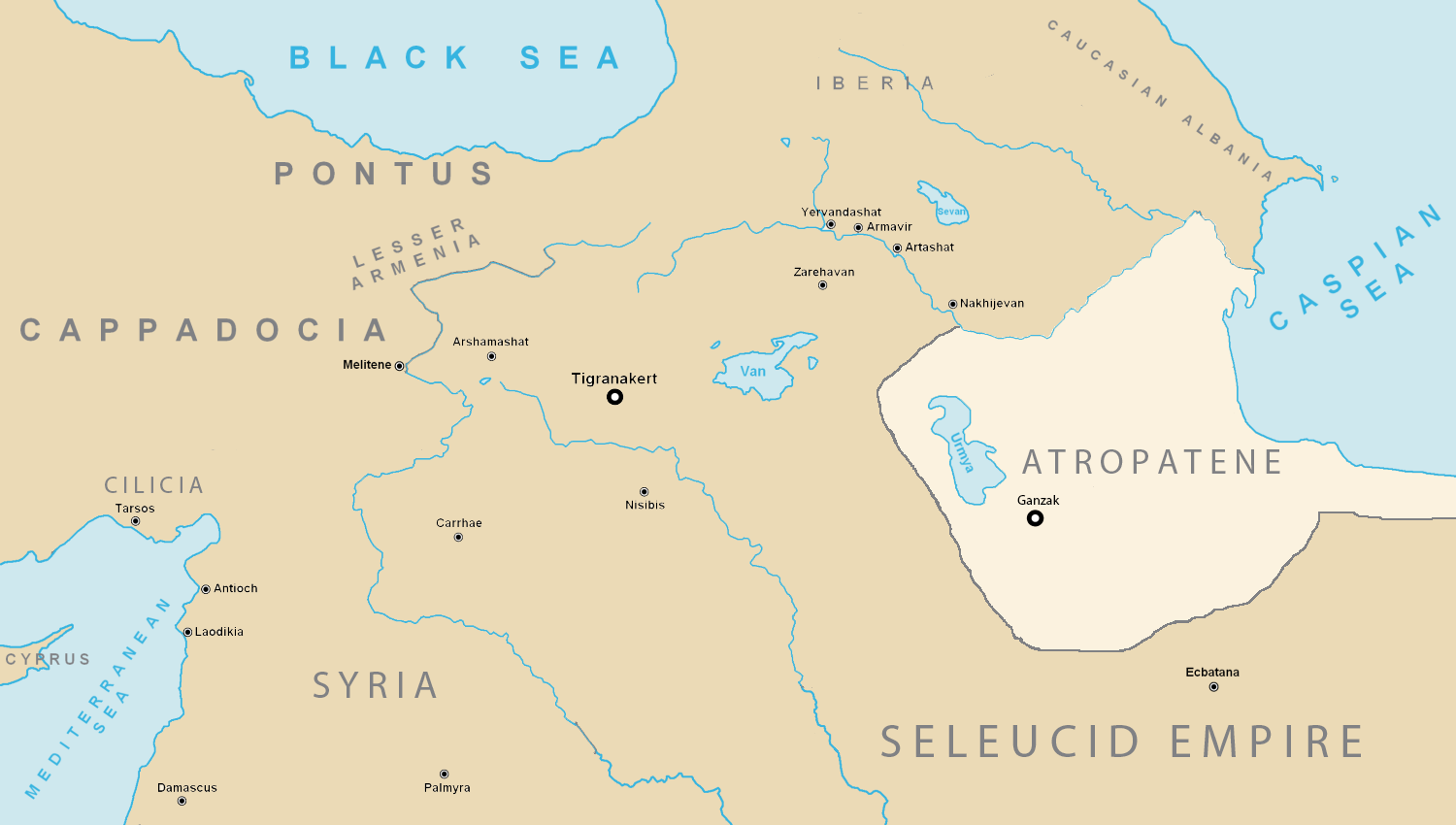
نقشهٔ آتروپاتن، که آرتابازان حکومت می‌کرد.

آرتابازانس، حاکم خودمختار ارمنستان، کسی بود که به دنبال حمله پادشاه سلوکی، آنتیوخوس سوم به انقیاد سلوکی‌ها در آمد. او ساتراپی ایرانی تبار بود.